# 평해군
| Daedongyeojido (Gyujanggak) 15-01.jpg |  |
|                                       |  |

평해군(平海郡)은 울진군 남부(기성면, 온정면, 후포면, 평해읍에 있던 행정구역이다. 울릉군이 설치되기 전에는 울릉도와 독도도 평해현에 속했다. 1895년에 평해군으로 승격되었고, 부군면 통폐합으로 울진군에 통합되었다.
고구려 시대에는 근을어(近乙於)였다.